# Clubiona zyuzini
Clubiona zyuzini là một loài nhện trong họ Clubionidae.
Loài này thuộc chi Clubiona. Clubiona zyuzini được miêu tả năm 1995 bởi Mikhailov.